# Château de la Roche (Noyant-la-Gravoyère)
Le château de la Roche est un château situé à Noyant-la-Gravoyère, en France.

## Localisation
Le château est situé dans le département français de Maine-et-Loire, sur la commune de Noyant-la-Gravoyère.

## Historique
L'édifice est inscrit au titre des monuments historiques en 2003.
Institution de Pierre Grise dans les années 1980 internat scolaire privé